# Taraxacum leptocarpum
Taraxacum leptocarpum — вид квіткових рослин з родини айстрових (Asteraceae). Вид зростає в Європі: Фінляндія, Швеція, Польща; це багаторічна рослина помірних біомів.